# Mathias Andersson (programledare)
Se även Mattias Andersson, för andra personer med detta namn.
Jens Mathias Andersson, född 30 augusti 1969 i Råby-Rönö församling, Södermanlands län, är en svensk programledare och företagare.
Från hösten 2006 till våren 2008 samt hösten 2009 till våren 2010 var han programledare för Lyxfällan i TV3 tillsammans med Charlie Söderberg. Mellan 2010 och 2016 var Andersson programledare för Plus i SVT.
Andersson har skrivit boken ”Kulor, cash & kosing” - konsten att få ut mer av sina pengar tillsammans med Söderberg och Fredrik Kullberg.
Tillsammans med Söderberg driver Andersson sedan 2017 podden "Ekonomi På Riktigt med Charlie och Mathias".
2015 var Andersson gästprogramledare för Karlavagnen i Sveriges Radio P4. 
Andersson är grundare och ägare av bokföring- och redovisningsbyrån MA Nyköping samt grundare och delägare av managementbolaget Promotor Media.